# Schwändi
Schwändi är en ort i kommunen Glarus Süd i kantonen Glarus i Schweiz. Den ligger cirka 4 kilometer söder om Glarus. Orten har 433 invånare (2024).
Orten var före den 1 januari 2011 en egen kommun, men slogs då samman med kommunerna Betschwanden, Braunwald, Elm, Engi, Haslen, Linthal, Luchsingen, Matt, Mitlödi, Rüti, Schwanden och Sool till den nya kommunen Glarus Süd.